# Guitarra rítmica

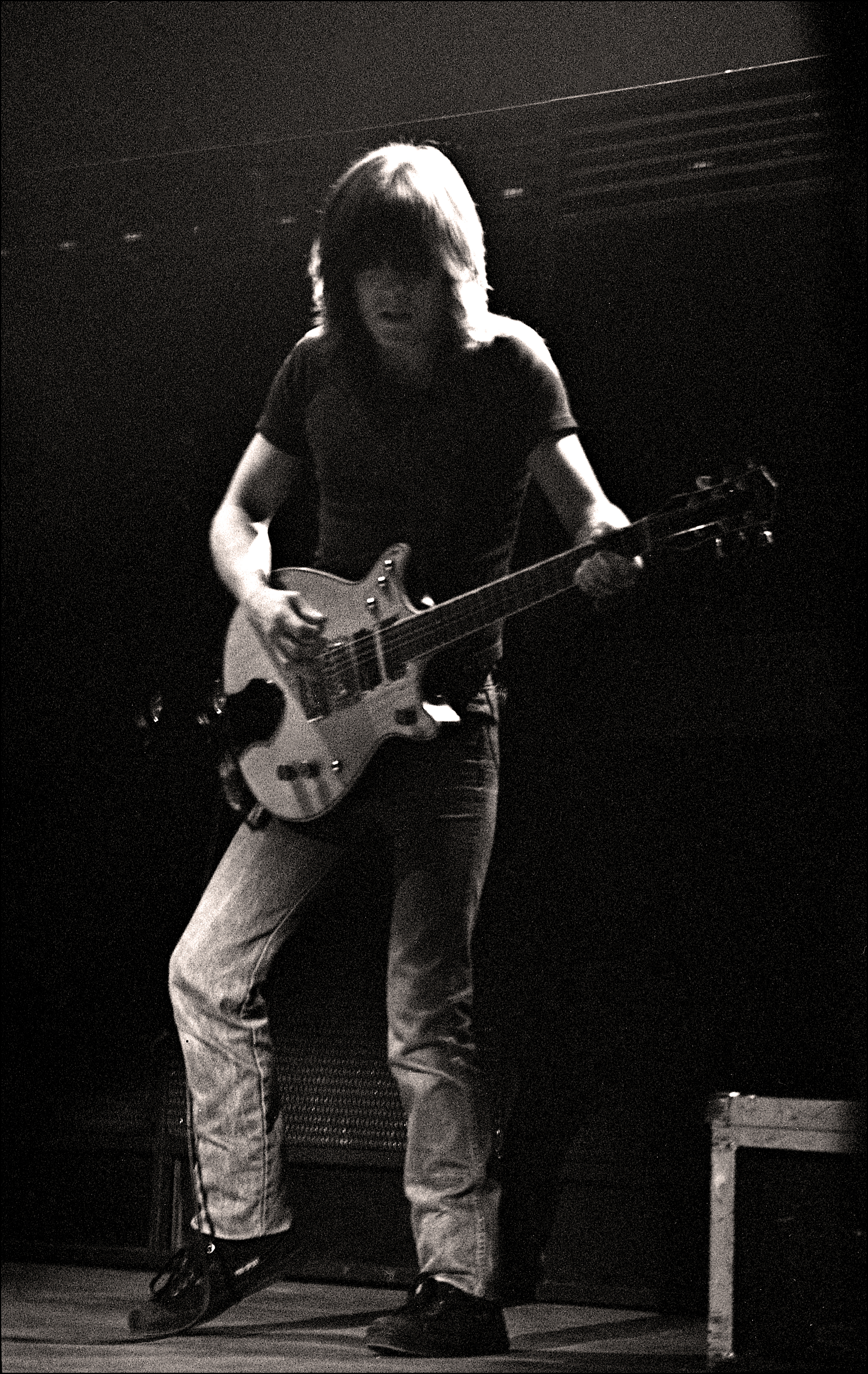
Malcolm Young, exguitarrista rítmico de la banda australiana de hard rock AC/DC.

La guitarra rítmica es una guitarra que se usa para mantener el acompañamiento rítmico y armónico, principalmente de un cantante, o para otros instrumentos en un conjunto. El término se refiere al uso del instrumento y no a su construcción. El papel de la guitarra rítmica puede considerarse como el complemento de la guitarra líder. 

## El propósito
El papel de una guitarra rítmica es mantener el pulso o ritmo de una canción, y proporcionar armonía que apoya a los otros instrumentos o voces, en contraste con la guitarra solista que proporciona la melodía. Una parte de la guitarra puede ser clasificada así como una parte de guitarra rítmica siempre que su función sea principalmente rítmica o armónica en lugar de melódica. No puede hacerse una distinción estricta entre el ritmo y la guitarra solista; sin embargo, los guitarristas rítmicos buenos a menudo incorporan los elementos melódicos mientras tocan y pueden hacer un sonido fuerte en sus solos. Un guitarrista rítmico proporciona la capa de ritmo encima de la melodía tocada por otro instrumento o cantada por una persona. 
Habitualmente el guitarrista rítmico toca una sucesión de acordes en la música, llamada "progresión de acordes", alrededor de la que la canción se construye. A menudo este acompañamiento se simplifica a una frase de varias notas, a veces llamada "riff", que se repite.
No hay una línea definida entre el guitarrista rítmico y el solista, y si hay solo un guitarrista, o si las canciones lo requieren, el guitarrista puede tener que tocar solos y ritmo en los momentos diferentes. Pero estos apenas dependen de las partes tocadas en cada canción, y la capacidad de ese guitarrista.

## Las tendencias
Los guitarristas rítmicos normalmente apuntan a generar un tono más fuerte, el armónico. En contraste con la meta de los guitarristas solistas de producir una melodía cortante que puede oírse a través del sonido del resto del grupo. Como resultado, el ritmo y los solos pueden ser tocados con guitarras diferentes. Estos guitarristas pueden emplear una guitarra electroacústica o una guitarra eléctrica para un mejor rendimiento. También pueden usar cuerdas de un calibre mayor que el de las usadas por guitarristas solistas.